# 尚塞拉德骨架

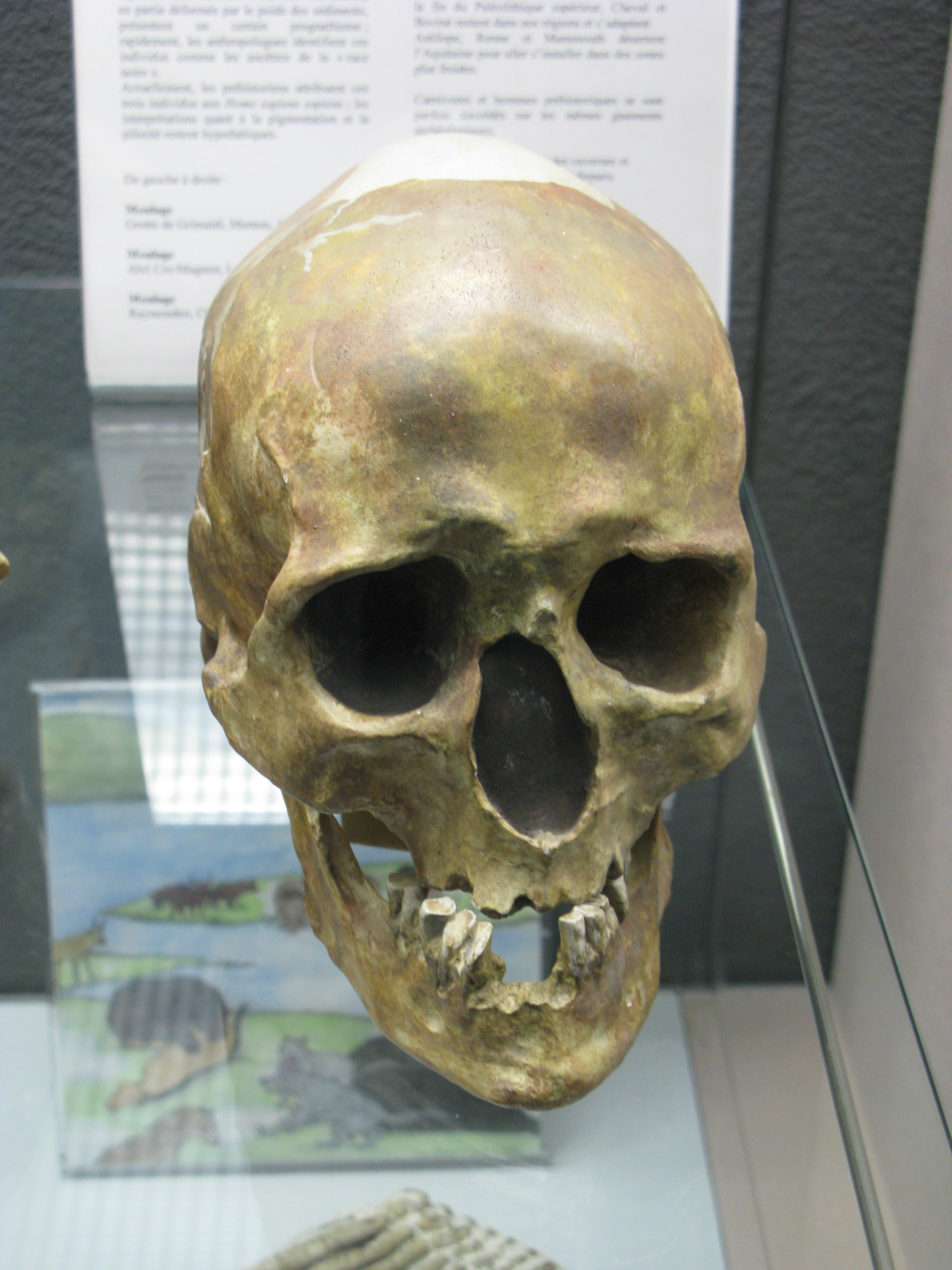
尚塞拉德骨架

尚塞拉德骨架（Chancelade man）是於1888年，在法国西南部尚瑟拉德一座岩棚下出土的人类化石遗存。骨架呈卷曲状，说明有意识地安葬置于岩棚（马格德林文华期早期居住面的下面）。据估计人骨的年代属于马格德林文化期，距今约1.7万年。